# Colonia Pino Cerdón
Colonia Pino Cerdón är en ort i Mexiko.   Den ligger i kommunen Zinapécuaro och delstaten Michoacán de Ocampo, i den södra delen av landet, 170 km väster om huvudstaden Mexico City. Colonia Pino Cerdón ligger 2 565 meter över havet och antalet invånare är 130.
Terrängen runt Colonia Pino Cerdón är huvudsakligen kuperad, men österut är den platt. Runt Colonia Pino Cerdón är det ganska tätbefolkat, med 93 invånare per kvadratkilometer. Närmaste större samhälle är Acámbaro, 14,1 km norr om Colonia Pino Cerdón. I omgivningarna runt Colonia Pino Cerdón växer huvudsakligen savannskog.